# Córrego da Prata
Córrego da Prata é um distrito do município brasileiro do Carmo, situado no interior do estado do Rio de Janeiro, na Serra da Prata, na divisa com Cantagalo pela localidade de Santa Rita da Floresta.
Um dos atrativos do local é uma bela cachoeira na Fazenda São Lourenço que é formada pelas águas do rio dos Quilombos, bem na divisa entre Carmo e Cantagalo, e que possui uma altura total de 7,5 metros, com três pequenos saltos com altura em torno de 2,5 metros cada um. As cachoeiras são famosas e atraem muitas pessoas à cidade. No verão, Córrego da Prata recebe visitantes de diversas localidades, o que movimenta consideravelmente o turismo.
Outro atrativo é a Pedreira da Prata, um dos pontos mais altos do município, de onde é possível avistar o Estado de Minas Gerais, o rio Paraíba do Sul e algumas cidades da região. Para pessoas que gostam de fazer trilha ecológica, é uma boa opção. Recentemente, em junho de 2024, a prefeitura lançou a trilha ecológica da Pedra da Lua, que vem atraindo um grande número de visitantes. O local fica situado próximo a uma Unidade de Conservação, e é repleto de belezas naturais.
A principal atividade econômica da região é a pecuária.
Na comunidade está localizada a Capela de São Francisco de Salles, padroeiro de Córrego da Prata.
O principal acesso ao distrito se dá pela RJ-160, que liga as cidades de Carmo e Cantagalo.
Não se sabe ao certo o que teria originado o nome Córrego da Prata. Contudo, há relatos históricos de que a localidade era rota de passagem para quem saía das Minas Gerais para a região de Cantagalo, na época do ciclo do ouro na região de Ouro Preto. Essa rota teria sido usada pelo famoso ladrão de pedras preciosas, conhecido como Mão de Luva, que estaria na região fugindo das tropas do império. Ao atravessar pelo córrego que banha a localidade, teria deixado cair ali algumas de suas pedras, que não foram mais encontradas, originado daí o nome Córrego da Prata.[carece de fontes?]